# Egon von Neindorff (General)
Egon von Neindorff (* 12. September 1892 in Koblenz; † 15. April 1944 bei Tarnopol) war ein deutscher Generalleutnant im Zweiten Weltkrieg.

## Leben

### Herkunft
Seine Eltern waren der preußische Oberstleutnant Egon von Neindorff (1848–1917) und dessen Ehefrau Auguste, geborene von Langendorff. Sein Bruder Erich (1894–1993) wurde später SA-Oberführer und Politiker der NSDAP.

### Militärlaufbahn
Neindorff trat 1911 nach dem Besuch des Kadettenkorps als charakterisierter Portepeefähnrich in das 1. Jäger-Bataillon Nr. 12 der Sächsischen Armee ein und avancierte Anfang August 1912 zum Leutnant. Als solcher nahm er am Ersten Weltkrieg teil, wurde während der Schlacht an der Somme zwei Mal verwundet und für sein Verhalten am 10. April 1917 mit dem Ritterkreuz des Militär-St.-Heinrichs-Ordens beliehen. Bei Kriegsende war Neindorff Oberleutnant und hatte neben beiden Klassen des Eisernen Kreuzes das Verwundetenabzeichen in Schwarz, das Ritterkreuz II. Klasse des Verdienstordens und des Albrechts-Ordens sowie des Sachsen-Ernestinischen Hausordens mit Schwertern erhalten. Die Verbündeten würdigten ihn mit dem Militärverdienstkreuz III. Klasse mit Kriegsdekoration, dem Eisernen Halbmond und dem Militärorden für Tapferkeit IV. Klasse.
Nach Ende des Krieges wechselte er in die Reichswehr und war u. a. im 11. (Sächsisches) Infanterie-Regiment tätig. In der Wehrmacht diente er im Zweiten Weltkrieg als Kommandeur unterschiedlicher Infanterie-Einheiten. Ab Juli 1942 war er Kommandeur der 1. Festungs-Brigade Kreta. Von September 1942 bis Mai 1943 folgte seine Verwendung als Kommandeur der 189. Infanterie-Division, ab Dezember 1942 im Dienstgrad eines Generalmajors. Anfang Mai 1943 führte er kurzzeitig die neu aufgestellte 356. Infanterie-Division. Die 216. Infanterie-Division übernahm er von Mai 1943 an. Es folgte von Ende Oktober bis Anfang November 1943 das Kommando der sich in Auflösung befindlichen 137. Infanterie-Division. Die daraus hervorgehende Korps-Abteilung E stand ebenfalls unter seinem Kommando. Von Dezember 1943 bis Januar 1944 war er Kommandeur der 6. Infanterie-Division. Sein Nachfolger war der Oberst Alexander Conrady. Für drei Tage Mitte Januar 1944 war er Kommandeur der 36. Infanterie-Division, welche er abermals an den Oberst Alexander Conrady übergab.
Am 22. März 1944 wurde er zum Kommandanten des Festen Platzes Tarnopol ernannt und sollte die Stadt notfalls bis zum letzten Mann halten. Am 23. März meldete er: „Ferner melde ich, daß infolge unzureichender Munitionsbevorratung den an einen festen Platz zu stellenden Anforderungen nicht genügt. Desgleichen ist der Rundumausbau unvollendet […] Die Voraussetzungen für einen festen Platz treffen daher auf Tarnopol nicht zu.“ Trotzdem verweigerte Hitler die daraufhin von der Heeresgruppe Süd geforderte Aufgabe der Stadt. Er erhielt am 4. April 1944 das Ritterkreuz des Eisernen Kreuzes und fiel elf Tage später beim Ausbruchsversuch von noch 700 kampffähigen Soldaten aus der Stadt. Sein Nachfolger als Kommandanten des Festen Platzes Tarnopol, der Oberst Carl-August von Schönfeld, fiel einen Tag später. Von den ursprünglich 4.600 Soldaten in der Stadt konnten am Ende nur 55 Soldaten die deutschen Linien erreichen.
Postum wurde Neindorff am 17. April 1944 mit dem Eichenlaub zum Ritterkreuz des Eisernen Kreuzes (457. Verleihung) ausgezeichnet und zum Generalleutnant befördert.

### Familie
Er war verheiratet mit Marie Hofmann, mit der er zwei Kinder hatte, darunter den gleichnamigen Sohn Egon von Neindorff (1923–2004).